# St. Augustine Shores
St. Augustine Shores è un census-designated place (CDP) degli Stati Uniti d'America, situato in Florida, nella contea di St. Johns.